# ESCOM United FC
El ESCOM United FC és un club de futbol de la ciutat de Blantyre a Malawi.
El club va néixer el 1992 per la fusió de dos clubs de Lilongwe i Blantyre de la mateixa companyia Electricity Supply Commission.

## Palmarès
- Lliga malawiana de futbol:[3]

2007, 2010-11
- Copa malawiana de futbol:[4]

Finalista: 2007